# The Voice Within
"The Voice Within" is de vijfde en laatste single van Christina Aguilera's tweede album, Stripped. Deze single is uitgekomen in november 2003 en piekte op de drieëndertigste in de Billboard Hot 100 (Verenigde Staten) waar het Aguilera's elfde Top 40-hit werd. In andere landen werd het een grotere hit: in het Verenigd Koninkrijk haalde het de negende plaats en in Nederland de zesde. Het nummer is vooral bekend van zijn simpele, maar bekritiseerde muziekclip die in zwart-wit en in slechts één shot is gefilmd.

## Geschiedenis
"The Voice Within" is geschreven door Aguilera en Glen Ballard, en is ook door de laatste geproduceerd. De albumversie van het nummer heeft een verlenging van vijf seconden en loopt over in de volgende track, "I'm OK".
Aguilera had liever niet "The Voice Within" als vijfde single. Ze had het nummer "Impossible" in gedachten, dat is geproduceerd door Alicia Keys; ze dacht hiermee de urban-markt door te breken. Haar platenmaatschappij wilde echter een grote ballade uitbrengen tijdens de vakantieperiode zoals dat gebeurde bij het nummer "Beautiful". "The Voice Within" leek de maatschappij de perfecte kandidaat. De beslissing van haar platenmaatschappij om het nummer "Impossible" later uit te brengen als single is uiteindelijk geschrapt.
"The Voice Within" wordt beschouwd als succesvol; het haalde de Billboard Hot 100 en de Hot 100 Airplay, maar het succes was buiten Amerika toch groter en in een aantal landen werd het een top 10-hit.

## Remixes
Officiële remixes
- "The Voice Within (Almighty Remix) (8:01) - a.k.a. The Voice Within (Almighty Definitive Mix) & The Voice Within (Almighty 12" Club Mix)
- "The Voice Within" (Almighty PA) (8:01)
- "The Voice Within" (Almighty Dub) (7:57)
- "The Voice Within" (Almighty Radio Edit 1) (3:31)
- "The Voice Within" (Almighty Radio Edit 2) (4:01)
- "The Voice Within" (Almighty Mix Show)

Onofficiële Remixes door beroemde remixers
- "The Voice Within" (Bertoldo & Bermudez Club Mix) - geremixt door Lenny Bertoldo & Joe Bermudez

## Hitnoteringen

### Nederlandse Top 40
| Hitnotering: 29-11-2003 t/m 07-02-2004 | Hitnotering: 29-11-2003 t/m 07-02-2004 | Hitnotering: 29-11-2003 t/m 07-02-2004 | Hitnotering: 29-11-2003 t/m 07-02-2004 | Hitnotering: 29-11-2003 t/m 07-02-2004 | Hitnotering: 29-11-2003 t/m 07-02-2004 | Hitnotering: 29-11-2003 t/m 07-02-2004 | Hitnotering: 29-11-2003 t/m 07-02-2004 | Hitnotering: 29-11-2003 t/m 07-02-2004 | Hitnotering: 29-11-2003 t/m 07-02-2004 | Hitnotering: 29-11-2003 t/m 07-02-2004 | Hitnotering: 29-11-2003 t/m 07-02-2004 | Hitnotering: 29-11-2003 t/m 07-02-2004 |
| Week:                                  | 1                                      | 2                                      | 3                                      | 4                                      | 5                                      | 6                                      | 7                                      | 8                                      | 9                                      | 10                                     | 11                                     |                                        |
| -------------------------------------- | -------------------------------------- | -------------------------------------- | -------------------------------------- | -------------------------------------- | -------------------------------------- | -------------------------------------- | -------------------------------------- | -------------------------------------- | -------------------------------------- | -------------------------------------- | -------------------------------------- | -------------------------------------- |
| Positie:                               | 29                                     | 26                                     | 16                                     | 11                                     | 7                                      | 6                                      | 8                                      | 14                                     | 19                                     | 27                                     | 36                                     | uit                                    |

### NederlandseSingle Top 100
| Hitnotering: 13-12-2003 t/m 13-03-2004 | Hitnotering: 13-12-2003 t/m 13-03-2004 | Hitnotering: 13-12-2003 t/m 13-03-2004 | Hitnotering: 13-12-2003 t/m 13-03-2004 | Hitnotering: 13-12-2003 t/m 13-03-2004 | Hitnotering: 13-12-2003 t/m 13-03-2004 | Hitnotering: 13-12-2003 t/m 13-03-2004 | Hitnotering: 13-12-2003 t/m 13-03-2004 | Hitnotering: 13-12-2003 t/m 13-03-2004 | Hitnotering: 13-12-2003 t/m 13-03-2004 | Hitnotering: 13-12-2003 t/m 13-03-2004 | Hitnotering: 13-12-2003 t/m 13-03-2004 | Hitnotering: 13-12-2003 t/m 13-03-2004 | Hitnotering: 13-12-2003 t/m 13-03-2004 | Hitnotering: 13-12-2003 t/m 13-03-2004 | Hitnotering: 13-12-2003 t/m 13-03-2004 |
| Week:                                  | 1                                      | 2                                      | 3                                      | 4                                      | 5                                      | 6                                      | 7                                      | 8                                      | 9                                      | 10                                     | 11                                     | 12                                     | 13                                     | 14                                     |                                        |
| -------------------------------------- | -------------------------------------- | -------------------------------------- | -------------------------------------- | -------------------------------------- | -------------------------------------- | -------------------------------------- | -------------------------------------- | -------------------------------------- | -------------------------------------- | -------------------------------------- | -------------------------------------- | -------------------------------------- | -------------------------------------- | -------------------------------------- | -------------------------------------- |
| Positie:                               | 19                                     | 11                                     | 8                                      | 9                                      | 9                                      | 12                                     | 18                                     | 21                                     | 32                                     | 42                                     | 62                                     | 66                                     | 67                                     | 81                                     | uit                                    |

## Releasedata
| Land                | Releasedatum    | Formaat    | Label      |
| ------------------- | --------------- | ---------- | ---------- |
| Verenigde Staten    | 27 oktober 2003 | Radio      | RCA        |
| Duitsland           | 8 december 2003 | Maxisingle | Sony Music |
| Verenigd Koninkrijk | 8 december 2003 | 12"        | Sony Music |
| Verenigd Koninkrijk | 8 december 2003 | DVD single | Sony Music |
| Verenigd Koninkrijk | 8 december 2003 | Maxisingle | Sony Music |

Studioalbums: Christina Aguilera · Stripped · Back to Basics · Bionic

Andere albums: Mi Reflejo · My kind of Christmas · Just Be Free · Keeps Gettin' Better: A Decade of Hits

Singles (in Nederland): "Genie in a Bottle" · "What a Girl Wants" · "I Turn to You" · "Come On Over Baby (All I Want Is You)" · "Nobody Wants to Be Lonely" · "Lady Marmalade" · "Dirrty" · "Beautiful" · "Fighter" · "Can't Hold Us Down" · "The Voice Within" · "Car Wash" · "Tilt Ya Head Back" · "Ain't No Other Man" · "Hurt" · "Tell Me" · "Candyman" · "Oh Mother" · "Keeps Gettin' Better"

Zie ook: Discografie · RCA Records